# Celiptera magnifica
Celiptera magnifica là một loài bướm đêm trong họ Erebidae.